# Jacek Łęski
Jacek Piotr Łęski (ur. 16 stycznia 1965 w Łodzi) – polski dziennikarz i specjalista od public relations.

## Życiorys
Jest absolwentem Wydziału Teologii Katolickiego Uniwersytetu Lubelskiego. Pracę w zawodzie dziennikarza zaczął jesienią 1988 w Lublinie w Biuletynie Informacyjnym Zarządu Regionu Środkowo-Wschodniego „Solidarności”, potem pracował w „Gazecie Wyborczej”, „Życiu Warszawy” i Telewizyjnej Agencji Informacyjnej.
Był prekursorem dziennikarstwa śledczego w polskich mediach po 1989 roku. W 1992 roku opublikował w „Gazecie Wyborczej” cykl artykułów ujawniających kulisy powstania Pierwszego Komercyjnego Banku w Lublinie. Publikacje doprowadziły do aresztowania założyciela banku, Davida Bogatina, jego ekstradycji do USA i w końcu do ratowania banku przez władze poprzez jego nacjonalizację. Według niektórych źródeł od 1992 roku pracował jako tajny współpracownik Urzędu Ochrony Państwa. 13 grudnia 2022 przed Sądem Apelacyjnym w Warszawie prawomocnie wygrał proces wytoczony Wojciechowi Sumlińskiemu za podobne sugestie zawarte w książce Tomasza Budzyńskiego, która została wydana przez Sumlińskiego pod własnym nazwiskiem. Sąd nakazał Sumlińskiemu przeproszenie Łęskiego za naruszenie jego dóbr osobistych; uznał, że Sumliński nie przedstawił żadnych wiarygodnych dowodów na potwierdzenie opublikowanych zarzutów i nie dopełnił też obowiązków dziennikarskich nakazujących weryfikowanie publikowanych treści. Sumliński został zobowiązany do wypłacenia 20 tysięcy złotych tytułem zadośćuczynienia.
Ruszył także proces w bliźniaczej sprawie wytoczony przez Łęskiego „Gazecie Finansowej”.
W latach 1991–1992 był reporterem Wiadomości odszedł po upadku rządu Jana Olszewskiego, później w latach 1994–1996 był jednym z prowadzących Pulsu dnia, głównego programu publicystycznego TVP1. Był dziennikarzem śledczym dziennika „Życie”, w którym pisał teksty z Rafałem Kasprowem. Popularność przyniosła im seria artykułów dotyczących patologii na styku polskiej polityki i biznesu, opisali m.in. historię Banku Powierniczo-Gwarancyjnego i przejęcie go przez grupę związaną z Siergiejem Gawriłowem, podejrzewanym przez polskie służby specjalne o pracę dla rosyjskich służb specjalnych; w „Życiu” opublikowany został także jego tekst o wspólnych wakacjach Aleksandra Kwaśniewskiego z Władimirem Ałganowem. Z Kasprowem dwukrotnie został nagrodzony przez Stowarzyszenie Dziennikarzy Polskich – w 1998 za publikacje o Gawriłowie otrzymali nagrodę główną za najlepszy tekst, a w 1999 za tekst o Laboratorium Frakcjonowania Osocza opublikowany w „Rzeczpospolitej”.
Po odejściu z redakcji „Życia” przez jakiś czas współpracował z „Rzeczpospolitą”, Radiem Plus i „Gazetą Polską”. Prowadził i produkował pierwszy program śledczy w polskiej telewizji Raport Specjalny emitowany w 2001 roku w Telewizji Puls.
W latach 2001–2003 prowadził zajęcia z zakresu dziennikarstwa śledczego w Wyższej Szkole Dziennikarskiej im. Melchiora Wańkowicza w Warszawie. Prowadził też zajęcia dla dziennikarzy na Uniwersytecie Warszawskim (2000, 2001) i Akademii Teologii Katolickiej (1998, 1999). W Wyższej Szkole Biznesu w Nowym Sączu prowadził zajęcia z zakresu kontaktów z mediami i autoprezentacji (1998–1999).
Prowadzi własną firmę z branży public relations. W 2008 został rzecznikiem większościowego ukraińskiego udziałowca Stoczni i kontrolowanej przez niego spółki Gdańsk Shipyard Group. W październiku 2013 został rzecznikiem prasowym Stoczni Gdańsk.
W 2014 wraz z drugą żoną Aliną Łęską wydał w Wydawnictwie Wielka Litera książkę pt. „Pokochać Ukrainę”, opisującą życie codzienne na Ukrainie z perspektywy małżeństwa polsko-ukraińskiego.
Od marca 2016 przez rok prowadził w TVP1 autorski cykl reportaży ekonomicznych Chodzi o pieniądze. Od lutego 2017 do 2020 był jednym ze współprowadzącym programu Studio Polska w TVP Info. Od marca do czerwca 2017 prowadził w TVP Info program ekonomiczny 5x5. Od kwietnia 2017 do 2018 był także prowadzącym programu Biznes Info w TVP Info. Prowadził program Info Wieczór, a od lutego 2018 do 20 grudnia 2023 był gospodarzem programu Alarm! w TVP1. Od września 2017 do grudnia 2023 był jednym z prowadzących programu publicystycznego O co chodzi w TVP Info. Prowadził program Motel Polska w TVP1. W latach 2019–2020 prowadził program publicystyczny Woronicza 17 w TVP Info. Od listopada 2020 do grudnia 2023 na antenie tej samej stacji był jednym z gospodarzy programu W tyle wizji.
Od 2004 do lipca 2008 był członkiem zarządu Stowarzyszenia Transparency International Polska. Jest prezesem Stowarzyszenia Osób Poszkodowanych Przez Instytucje Finansowe „Przywiązani do polisy”.
W 2022, podczas rosyjskiej inwazji na Ukrainę przebywał w okupowanym kraju jako korespondent TVP i przez pięć tygodni relacjonował sytuację w Kijowie, Charkowie, Lwowie i Irpieniu.
Jesienią 2023 zrealizował dla TVP serial dokumentalny Migranci, w którym ukazał różne strony kryzysu migracyjnego w Europie Zachodniej; serial został usunięty ze stron internetowych TVP w grudniu 2023.
Od 2 września 2024 jest związany z telewizją WPolsce24.

### Życie prywatne
Trzykrotnie żonaty. Drugą żoną była Alina Łęska. W 2021 ożenił się z prezenterką telewizyjną Małgorzatą Opczowską.